# Turneul celor Patru Trambuline 2018-2019
Turneul celor Patru Trambuline 2018-19 a avut loc în cele patru locuri tradiționale:  Oberstdorf, Garmisch-Partenkirchen, Innsbruck și Bischofshofen situate în Germania și Austria, în perioada 29 decembrie 2018 și 6 ianuarie 2019.

## Rezultate

### Oberstdorf
HS 137 Schattenbergschanze, Germania

30 decembrie 2018
| Loc | Nume                | Naționalitate | 1a(m) | 2a (m) | Puncte | Puncte Total Turneu |
| --- | ------------------- | ------------- | ----- | ------ | ------ | ------------------- |
| 1   | Ryoyu Kobayashi     | Japonia       | 138,5 | 126,5  | 282,3  | 282,3               |
| 2   | Markus Eisenbichler | Germania      | 133,0 | 129,0  | 281,9  | 281,9               |
| 3   | Stefan Kraft        | Austria       | 131,0 | 134,5  | 280,5  | 280,5               |
| 4   | Andreas Stjernen    | Norvegia      | 132,5 | 131,0  | 278,2  | 278,2               |
| 5   | Dawid Kubacki       | Polonia       | 128,5 | 133,5  | 269,8  | 269,8               |

### Garmisch-Partenkirchen
HS 140 Große Olympiaschanze, Germania

1 ianuarie 2019
| Loc | Nume                | Naționalitate | 1a(m) | 2a (m) | Puncte | Puncte Total Turneu (Loc în clasamentul general la turneului) |
| --- | ------------------- | ------------- | ----- | ------ | ------ | ------------------------------------------------------------- |
| 1   | Ryoyu Kobayashi     | Japonia       | 136,5 | 129,5  | 266,6  | 548,9 (1)                                                     |
| 2   | Markus Eisenbichler | Germania      | 138,0 | 129,3  | 264,7  | 546,6 (2)                                                     |
| 3   | Dawid Kubacki       | Polonia       | 133,5 | 122,7  | 256,2  | 526,0 (3)                                                     |
| 4   | Roman Koudelka      | Cehia         | 133,0 | 116,7  | 253,8  | 518,2 (6)                                                     |
| 5   | Junshirō Kobayashi  | Japonia       | 131,0 | 119,4  | 249,4  | 337,1 (29)                                                    |

### Innsbruck
HS 130 Bergiselschanze, Austria

 4 ianuarie 2019
| Loc | Nume             | Naționalitate | 1a(m) | 2a (m) | Puncte | Puncte Total Turneu (Loc în clasamentul general la turneului) |
| --- | ---------------- | ------------- | ----- | ------ | ------ | ------------------------------------------------------------- |
| 1   | Ryoyu Kobayashi  | Japonia       | 136,5 | 131,0  | 267,0  | 815,9 (1)                                                     |
| 2   | Stefan Kraft     | Austria       | 129,5 | 130,5  | 254,2  |                                                               |
| 3   | Andreas Stjernen | Norvegia      | 131,0 | 127,0  | 242,7  | 766,2 (3)                                                     |
| 4   | Stephan Leyhe    | Germania      | 129,0 | 127,5  | 239,1  | 748,1 (5)                                                     |
| 5   | Kamil Stoch      | Polonia       | 126,5 | 131,0  | 234,1  | 750,9 (4)                                                     |

### Bischofshofen
HS 140 Paul-Ausserleitner-Schanze, Austria

 6 ianuarie 2019
| Loc | Nume                | Naționalitate | 1a(m) | 2a (m) | Puncte | Puncte Total Turneu |
| --- | ------------------- | ------------- | ----- | ------ | ------ | ------------------- |
| 1   | Ryoyu Kobayashi     | Japonia       | 135,0 | 137,5  | 282,1  | 1098,0 (1)          |
| 2   | Dawid Kubacki       | Polonia       | 138,0 | 130,0  | 268,3  | 1010,8 (4)          |
| 3   | Stefan Kraft        | Austria       | 134,0 | 131,5  | 267,5  |                     |
| 4   | Stephan Leyhe       | Germania      | 126,0 | 137,0  | 266,0  | 1014,1 (3)          |
| 5   | Markus Eisenbichler | Germania      | 137,0 | 131,5  | 265,5  | 1035,9 (2)          |

### Clasament General
Clasamentul general după desfășurarea a patru concursuri. 
| Loc | Nume                | Naționalitate | Oberstdorf (final) | Garmisch-Partenkirchen (final) | Innsbruck (final) | Bischofshofen (final) | Puncte Total Turneu |
| --- | ------------------- | ------------- | ------------------ | ------------------------------ | ----------------- | --------------------- | ------------------- |
| 1   | Ryoyu Kobayashi     | Japonia       | 282,3              | 266,6                          | 267,0             | 282,1                 | 1098,0              |
| 2   | Markus Eisenbichler | Germania      | 281,9              | 264,7                          | 223,8             | 265,5                 | 1035,9              |
| 3   | Stephan Leyhe       | Germania      | 260,0              | 249,0                          | 239,1             | 266,0                 | 1014,1              |
| 4   | Dawid Kubacki       | Polonia       | 269,8              | 256,2                          | 216,5             | 268,3                 | 1010,8              |
| 5   | Roman Koudelka      | Cehia         | 264,4              | 253,8                          | 228,4             | 259,7                 | 1006,3              |
| 6   | Kamil Stoch         | Polonia       | 267,6              | 249,2                          | 234,1             | 243,1                 | 994,0               |
| 7   | Andreas Stjernen    | Norvegia      | 278,2              | 245,3                          | 242,7             | 221,8                 | 988,0               |
| 8   | Robert Johansson    | Norvegia      | 268,0              | 235,8                          | 226,1             | 253,3                 | 983,2               |
| 9   | Daniel Huber        | Austria       | 265,2              | 238,8                          | 222,8             | 243,6                 | 970,4               |
| 10  | Killian Peier       | Elveția       | 241,2              | 232,9                          | 230,6             | 254,6                 | 959,3               |

## Legături externe
- de Site web oficial